# Mandinga Plateau
Mandinga-Plateau est un village de la commune de Malentouen situé dans la région de l'Ouest et le département du Noun au Cameroun. 

## Population
En 1967 on a dénombré 799 personnes dans le village, principalement des Bamoun.
Lors du recensement de 2005, la localité comptait 1 154 habitants.